# Élections législatives de 2024 dans l'Ain
Les élections législatives de 2024 dans l'Ain se déroulent les 30 juin et 7 juillet 2024. Cinq députés sont à élire dans le cadre de cinq circonscriptions, à la suite de la dissolution de l'Assemblée nationale par Emmanuel Macron.
Le choix de cette dissolution est pris après la défaite de la liste Renaissance aux élections européennes qui ont eu lieu le 9 juin 2024.

## Contexte
| Circonscription | RN      | ENS     | PS - PP | LFI    | LR     |
| --------------- | ------- | ------- | ------- | ------ | ------ |
| Circonscription |         |         |         |        |        |
| 1re             | 37,44 % | 13,98 % | 12,13 % | 6,5 %  | 7,72 % |
| 2e              | 36,74 % | 14,82 % | 11,88 % | 7,66 % | 7,92 % |
| 3e              | 27,55 % | 17,53 % | 12,96 % | 9,7 %  | 7,21 % |
| 4e              | 40,75 % | 14,43 % | 10,79 % | 5 %    | 7,96 % |
| 5e              | 39,11 % | 12,02 % | 10,22 % | 9,22 % | 6,76 % |

## Système électoral
Les élections législatives ont lieu au scrutin uninominal majoritaire à deux tours dans des circonscriptions uninominales.
Est élu au premier tour le candidat qui réunit la majorité absolue des suffrages exprimés et un nombre de voix au moins égal au quart des électeurs inscrits dans la circonscription, soit 25 %. Si aucun des candidats ne satisfait ces conditions, un second tour est organisé entre les candidats ayant réuni un nombre de voix au moins égal à un huitième des inscrits, soit 12,5 %. Les deux candidats arrivés en tête du 1er tour se maintiennent néanmoins par défaut si un seul ou aucun d'entre eux n'a atteint ce seuil. Au second tour, le candidat arrivé en tête est déclaré élu,.
Le seuil de qualification basé sur un pourcentage du total des inscrits et non des suffrages exprimés rend plus difficile l'accès au second tour lorsque l'abstention est élevée. Le système permet en revanche l'accès au second tour de plus de deux candidats si plusieurs d'entre eux franchissent le seuil de 12,5 % des inscrits. Les candidats en lice au second tour peuvent ainsi être trois, un cas de figure appelé « triangulaire ». Les second tours où s'affrontent quatre candidats, appelés « quadrangulaire », sont également possibles mais beaucoup plus rares,.

### Partis et nuances
Les résultats des élections sont publiés en France par le ministère de l'Intérieur, qui classe les partis en leur attribuant des nuances politiques. Ces dernières sont décidées par les préfets, qui les attribuent indifféremment de l'étiquette politique déclarée par les candidats, qui peut être celle d'un parti ou une candidature sans étiquette.
Seuls le Parti communiste français (COM), La France insoumise (FI), le Parti socialiste (SOC), le Parti radical de gauche (RDG), Les Écologistes (VEC), Renaissance (RE), le Mouvement démocrate (MDM), Horizons (HOR), l'Union des démocrates et indépendants (UDI), Les Républicains (LR), le Rassemblement national (RN) et Reconquête (REC) se voient attribuer en 2024 des nuances propres. Les coalitions Ensemble et Nouveau front populaire, ainsi que les candidats de l'alliance LR-Ciotti-RN, en bénéficient également indirectement, les nuances Ensemble ! (Majorité présidentielle) (ENS), Union de la gauche (UG) et Union de l'extrême-droite (UXD) étant attribuables aux candidats bénéficiant respectivement du soutien de deux partis du centre, de deux partis de gauche ou de deux partis d'extrême-droite,.
Tous les autres partis se voient attribuer l'une ou l'autre des nuances suivantes : EXG (extrême gauche), DVG (divers gauche), ECO (écologiste), REG (régionaliste), DVC (divers centre), DVD (divers droite), DSV (droite souverainiste) et EXD (extrême droite). Des partis comme Debout la France ou Lutte ouvrière ne disposent ainsi pas de nuances propres, et leurs résultats nationaux ne sont pas publiés séparément par le ministère, car mélangés avec d'autres partis (respectivement dans les nuances DSV et EXG).

## Élus
| Circonscription | Député sortant | Parti | Parti | Groupe  | Député élu ou réélu | Parti | Parti | Groupe   |
| --------------- | -------------- | ----- | ----- | ------- | ------------------- | ----- | ----- | -------- |
| 1re             | Xavier Breton  |       | LR    | LR      | Xavier Breton       |       | LR    | DR       |
| 2e              | Romain Daubié  |       | MoDem | DEM     | Romain Daubié       |       | MoDem | App. DEM |
| 3e              | Olga Givernet  |       | RE    | RE      | Olga Givernet       |       | RE    | EPR      |
| 4e              | Jérôme Buisson |       | RN    | RN      | Jérôme Buisson      |       | RN    | RN       |
| 5e              | Damien Abad    |       | DVD   | App. RE | Marc Chavent        |       | RAD   | ÀD       |

### Taux de participation
| Taux de participation | 1er tour | 1er tour | 1er tour   | 2d tour | 2d tour | 2d tour    | Différence entre les deux tours |
| Taux de participation | En 2022  | En 2024  | Différence | En 2022 | En 2024 | Différence | Différence entre les deux tours |
| --------------------- | -------- | -------- | ---------- | ------- | ------- | ---------- | ------------------------------- |
| À midi                | 21,14 %  | 27,99 %  | 6,85       | 22,68 % | 30,02 % | 7,34       | 2,03                            |
| À 17 heures           | 40,75 %  | 63,86 %  | 23,11      | 39,69 % | 63,80 % | 24,11      | 0,06                            |
| Final                 | 47,92 %  | 69,59 %  | 21,67      | 44,99 % | 69,62 % | 24,63      | 0,03                            |

### Résultats à l'échelle du département

#### Résultats par coalition
| Parti                                       | Parti                                       | Parti                             | Premier tour | Premier tour | Premier tour | Second tour | Second tour   | Second tour | Total Sièges  | +/-           |
| Parti                                       | Parti                                       | Parti                             | Voix         | %            | Sièges       | Voix        | %             | Sièges      | Total Sièges  | +/-           |
| ------------------------------------------- | ------------------------------------------- | --------------------------------- | ------------ | ------------ | ------------ | ----------- | ------------- | ----------- | ------------- | ------------- |
|                                             |                                             | Rassemblement national (RN)       | 99 481       | 32,79        | 0            | 110 427     | 37,47         | 1           | 1             | en stagnation |
|                                             | Républicains à droite (RAD)                 | 20 161                            | 6,65         | 0            | 27 040       | 9,18        | 1             | 1           | Nv            |               |
| Total Rassemblement national et alliés (RN) | Total Rassemblement national et alliés (RN) | 119 642                           | 39,44        | 0            | 137 467      | 46,65       | 2             | 2           | 1             |               |
|                                             |                                             | Les Écologistes (LÉ)              | 30 094       | 9,92         | 0            | Retrait     | Retrait       | Retrait     | 0             | en stagnation |
|                                             | La France insoumise (LFI)                   | 26 039                            | 8,58         | 0            | 19 964       | 6,77        | 0             | 0           | en stagnation |               |
|                                             | Parti socialiste (PS)                       | 14 188                            | 4,68         | 0            | Retrait      | Retrait     | Retrait       | 0           | en stagnation |               |
| Total Nouveau Front populaire (NFP)         | Total Nouveau Front populaire (NFP)         | 70 321                            | 23,18        | 0            | 19 964       | 6,77        | 0             | 0           | en stagnation |               |
|                                             |                                             | Renaissance (RE)                  | 23 456       | 7,73         | 0            | 32 958      | 11,18         | 1           | 1             | en stagnation |
|                                             | Mouvement démocrate (MoDem)                 | 17 414                            | 5,74         | 0            | 38 973       | 13,23       | 1             | 1           | en stagnation |               |
|                                             | Horizons (HOR)                              | 14 367                            | 4,74         | 0            | 31 437       | 10,67       | 0             | 0           | Nv            |               |
|                                             | Agir                                        | 7 063                             | 2,33         | 0            |              |             |               | 0           | en stagnation |               |
| Total Ensemble pour la République (ENS)     | Total Ensemble pour la République (ENS)     | 62 300                            | 20,54        | 0            | 103 368      | 35,08       | 2             | 2           | 1             |               |
|                                             |                                             | Les Républicains (LR)             | 33 697       | 11,11        | 0            | 33 889      | 11,50         | 1           | 1             | en stagnation |
| Total Union de la droite et du centre (UDC) | Total Union de la droite et du centre (UDC) | 33 697                            | 11,11        | 0            | 33 889       | 11,50       | 1             | 1           | en stagnation |               |
|                                             | Lutte ouvrière (LO)                         | Lutte ouvrière (LO)               | 2 919        | 0,96         | 0            |             |               |             | 0             | en stagnation |
|                                             | Dissidents Rassemblement national           | Dissidents Rassemblement national | 1 863        | 0,61         | 0            | 0           | Nv            |             |               |               |
|                                             | Debout la France (DLF)                      | Debout la France (DLF)            | 1 083        | 0,36         | 0            | 0           | en stagnation |             |               |               |
|                                             | Équinoxe                                    | Équinoxe                          | 484          | 0,16         | 0            | 0           | Nv            |             |               |               |
|                                             | Reconquête (REC)                            | Reconquête (REC)                  | 429          | 0,14         | 0            | 0           | en stagnation |             |               |               |
|                                             | Sans étiquette (SE)                         | Sans étiquette (SE)               | 10 614       | 3,50         | 0            | 0           | en stagnation |             |               |               |
|                                             |                                             |                                   |              |              |              |             |               |             |               |               |
| Suffrages exprimés                          | Suffrages exprimés                          | Suffrages exprimés                | 303 352      | 97,61        |              | 294 688     | 94,70         |             |               |               |
| Votes blancs                                | Votes blancs                                | Votes blancs                      | 5 326        | 1,71         | 13 053       | 4,19        |               |             |               |               |
| Votes nuls                                  | Votes nuls                                  | Votes nuls                        | 2 103        | 0,68         | 3 447        | 1,11        |               |             |               |               |
| Total                                       | Total                                       | Total                             | 310 781      | 100          | 0            | 311 188     | 100           | 5           | 5             | en stagnation |
| Abstention                                  | Abstention                                  | Abstention                        | 136 085      | 30,45        |              | 135 791     | 30,38         |             |               |               |
| Inscrits/Participation                      | Inscrits/Participation                      | Inscrits/Participation            | 446 866      | 69,55        | 446 979      | 69,62       |               |             |               |               |

#### Résultats par nuance
| Nuance                 | Nuance                    | Nuance                 | Premier tour | Premier tour | Premier tour | Second tour | Second tour   | Second tour | Total Sièges | +/-           |  |
| Nuance                 | Nuance                    | Nuance                 | Voix         | %            | Sièges       | Voix        | %             | Sièges      | Total Sièges | +/-           |  |
| ---------------------- | ------------------------- | ---------------------- | ------------ | ------------ | ------------ | ----------- | ------------- | ----------- | ------------ | ------------- |  |
|                        | Rassemblement national    | RN                     | 99 481       | 32,79        | 0            | 110 427     | 37,47         | 1           | 1            | en stagnation |  |
|                        | Union de la gauche        | UG                     | 70 321       | 23,18        | 0            | 19 964      | 6,77          | 0           | 0            | en stagnation |  |
|                        | Ensemble                  | ENS                    | 62 300       | 20,54        | 0            | 103 368     | 35,08         | 2           | 2            | en stagnation |  |
|                        | Les Républicains          | LR                     | 33 697       | 11,11        | 0            | 33 889      | 11,50         | 1           | 1            | en stagnation |  |
|                        | Union de l'extrême droite | UXD                    | 20 161       | 6,65         | 0            | 27 040      | 9,18          | 1           | 1            | Nv            |  |
|                        | Divers droite             | DVD                    | 9 651        | 3,18         | 0            |             |               |             | 0            | 1             |  |
|                        | Extrême gauche            | EXG                    | 2 919        | 0,96         | 0            | 0           | en stagnation |             |              |               |  |
|                        | Extrême droite            | EXD                    | 1 863        | 0,61         | 0            | 0           | Nv            |             |              |               |  |
|                        | Droite souverainiste      | DSV                    | 1 280        | 0,42         | 0            | 0           | en stagnation |             |              |               |  |
|                        | Divers                    | DIV                    | 766          | 0,25         | 0            | 0           | en stagnation |             |              |               |  |
|                        | Écologistes               | ECO                    | 484          | 0,16         | 0            | 0           | en stagnation |             |              |               |  |
|                        | Reconquête                | REC                    | 429          | 0,14         | 0            | 0           | en stagnation |             |              |               |  |
|                        |                           |                        |              |              |              |             |               |             |              |               |  |
| Suffrages exprimés     | Suffrages exprimés        | Suffrages exprimés     | 303 352      | 97,61        |              | 294 688     | 94,70         |             |              |               |  |
| Votes blancs           | Votes blancs              | Votes blancs           | 5 326        | 1,71         | 13 053       | 4,19        |               |             |              |               |  |
| Votes nuls             | Votes nuls                | Votes nuls             | 2 103        | 0,68         | 3 447        | 1,11        |               |             |              |               |  |
| Total                  | Total                     | Total                  | 310 781      | 100          | 0            | 311 188     | 100           | 5           | 5            | en stagnation |  |
| Abstention             | Abstention                | Abstention             | 136 085      | 30,45        |              | 135 791     | 30,38         |             |              |               |  |
| Inscrits/Participation | Inscrits/Participation    | Inscrits/Participation | 446 866      | 69,55        | 446 979      | 69,62       |               |             |              |               |  |

#### Résultats par circonscription

##### Première circonscription
Député sortant : Xavier Breton (Les Républicains)
| Candidat                 | Candidat                 | Parti et coalition       | Nuance                   | Premier tour | Premier tour | Second tour | Second tour |
| Candidat                 | Candidat                 | Parti et coalition       | Nuance                   | Voix         | %            | Voix        | %           |
| ------------------------ | ------------------------ | ------------------------ | ------------------------ | ------------ | ------------ | ----------- | ----------- |
|                          | Christophe Maître        | RN                       | RN                       | 23 819       | 39,37        | 26 116      | 43,52       |
|                          | Xavier Breton            | LR (UDC)                 | LR                       | 14 495       | 23,96        | 33 889      | 56,48       |
|                          | Sébastien Guéraud        | PS (NFP)                 | UG                       | 14 188       | 23,45        | Retrait     | Retrait     |
|                          | Vincent Guillermin       | Agir (ENS)               | ENS                      | 7 063        | 11,68        |             |             |
|                          | Éric Lahy                | LO                       | EXG                      | 419          | 0,69         |             |             |
|                          | Michaël Mendès           | DLF                      | DSV                      | 314          | 0,52         |             |             |
|                          | Cyril Vincent            | SE                       | DSV                      | 197          | 0,33         |             |             |
|                          |                          |                          |                          |              |              |             |             |
| Votes valides            | Votes valides            | Votes valides            | Votes valides            | 60 495       | 97,84        | 60 005      | 96,30       |
| Votes blancs             | Votes blancs             | Votes blancs             | Votes blancs             | 929          | 1,50         | 1 797       | 2,88        |
| Votes nuls               | Votes nuls               | Votes nuls               | Votes nuls               | 406          | 0,66         | 509         | 0,82        |
| Total                    | Total                    | Total                    | Total                    | 61 830       | 100          | 62 311      | 100         |
| Abstention               | Abstention               | Abstention               | Abstention               | 25 013       | 28,80        | 24 543      | 28,26       |
| Inscrits / participation | Inscrits / participation | Inscrits / participation | Inscrits / participation | 86 843       | 71,20        | 86 854      | 71,74       |

##### Deuxième circonscription
Député sortant : Romain Daubié (Mouvement démocrate)
| Candidat                 | Candidat                 | Parti et coalition       | Nuance                   | Premier tour | Premier tour | Second tour | Second tour |
| Candidat                 | Candidat                 | Parti et coalition       | Nuance                   | Voix         | %            | Voix        | %           |
| ------------------------ | ------------------------ | ------------------------ | ------------------------ | ------------ | ------------ | ----------- | ----------- |
|                          | Andréa Kotarac           | RN                       | RN                       | 28 189       | 39,20        | 31 766      | 44,91       |
|                          | Romain Daubié            | MoDem (ENS)              | ENS                      | 17 414       | 24,21        | 38 973      | 55,09       |
|                          | Maxime Meyer             | LÉ (NFP)                 | UG                       | 16 981       | 23,61        | Retrait     | Retrait     |
|                          | Alexandre Nanchi         | LR (UDC)                 | LR                       | 6 737        | 9,37         |             |             |
|                          | Olivier Eyraud           | RN diss.                 | EXD                      | 1 863        | 2,59         |             |             |
|                          | Vincent Goutagny         | LO                       | EXG                      | 734          | 1,02         |             |             |
|                          |                          |                          |                          |              |              |             |             |
| Votes valides            | Votes valides            | Votes valides            | Votes valides            | 71 918       | 97,93        | 70 739      | 96,14       |
| Votes blancs             | Votes blancs             | Votes blancs             | Votes blancs             | 1 198        | 1,63         | 2 298       | 3,12        |
| Votes nuls               | Votes nuls               | Votes nuls               | Votes nuls               | 321          | 0,44         | 542         | 0,74        |
| Total                    | Total                    | Total                    | Total                    | 73 437       | 100          | 73 579      | 100         |
| Abstention               | Abstention               | Abstention               | Abstention               | 28 437       | 27,91        | 28 326      | 27,80       |
| Inscrits / participation | Inscrits / participation | Inscrits / participation | Inscrits / participation | 101 874      | 72,09        | 101 905     | 72,20       |

##### Troisième circonscription
Députée sortante : Olga Givernet (Renaissance)
| Candidat                 | Candidat                 | Parti et coalition       | Nuance                   | Premier tour | Premier tour | Second tour | Second tour |
| Candidat                 | Candidat                 | Parti et coalition       | Nuance                   | Voix         | %            | Voix        | %           |
| ------------------------ | ------------------------ | ------------------------ | ------------------------ | ------------ | ------------ | ----------- | ----------- |
|                          | Olga Givernet            | RE (ENS)                 | ENS                      | 17 420       | 32,43        | 32 958      | 63,00       |
|                          | Karine Dubarry           | RN                       | RN                       | 17 252       | 32,11        | 19 359      | 37,00       |
|                          | Christian Jolie          | LFI (NFP)                | UG                       | 13 497       | 25,12        | Retrait     | Retrait     |
|                          | Khadija Unal             | LR (UDC)                 | LR                       | 3 663        | 6,82         |             |             |
|                          | Annick Veillerot         | DLF                      | DSV                      | 769          | 1,43         |             |             |
|                          | Fulgence Kouassi         | SE                       | DIV                      | 630          | 1,17         |             |             |
|                          | Cécile Maisonnette       | LO                       | EXG                      | 455          | 0,85         |             |             |
|                          | Sofia Tonizzo            | SE                       | DIV                      | 34           | 0,06         |             |             |
|                          |                          |                          |                          |              |              |             |             |
| Votes valides            | Votes valides            | Votes valides            | Votes valides            | 53 720       | 97,74        | 52 317      | 95,69       |
| Votes blancs             | Votes blancs             | Votes blancs             | Votes blancs             | 860          | 1,56         | 1 856       | 3,39        |
| Votes nuls               | Votes nuls               | Votes nuls               | Votes nuls               | 381          | 0,69         | 499         | 0,91        |
| Total                    | Total                    | Total                    | Total                    | 54 961       | 100          | 54 672      | 100         |
| Abstention               | Abstention               | Abstention               | Abstention               | 29 169       | 34,67        | 29 496      | 35,04       |
| Inscrits / participation | Inscrits / participation | Inscrits / participation | Inscrits / participation | 84 130       | 65,33        | 84 168      | 64,96       |

##### Quatrième circonscription
Député sortant : Jérôme Buisson (Rassemblement national)
| Candidat                 | Candidat                 | Parti et coalition       | Nuance                   | Premier tour | Premier tour | Second tour | Second tour |
| Candidat                 | Candidat                 | Parti et coalition       | Nuance                   | Voix         | %            | Voix        | %           |
| ------------------------ | ------------------------ | ------------------------ | ------------------------ | ------------ | ------------ | ----------- | ----------- |
|                          | Jérôme Buisson           | RN                       | RN                       | 30 221       | 46,01        | 33 186      | 51,35       |
|                          | Christophe Coquelet      | HOR (ENS)                | ENS                      | 14 367       | 21,87        | 31 437      | 48,65       |
|                          | Charline Liotier         | LÉ (NFP)                 | UG                       | 13 113       | 19,96        | Retrait     | Retrait     |
|                          | Guy Billoudet            | LR (UDC)                 | LR                       | 7 179        | 10,93        |             |             |
|                          | Sylvain Cousson          | LO                       | EXG                      | 705          | 1,07         |             |             |
|                          | Jérémy Nicaud            | SE                       | DIV                      | 85           | 0,13         |             |             |
|                          | Yannick Bresson          | SE                       | DIV                      | 17           | 0,03         |             |             |
|                          |                          |                          |                          |              |              |             |             |
| Votes valides            | Votes valides            | Votes valides            | Votes valides            | 65 687       | 97,20        | 64 623      | 95,40       |
| Votes blancs             | Votes blancs             | Votes blancs             | Votes blancs             | 1 361        | 2,01         | 2 419       | 3,57        |
| Votes nuls               | Votes nuls               | Votes nuls               | Votes nuls               | 532          | 0,79         | 697         | 1,03        |
| Total                    | Total                    | Total                    | Total                    | 67 580       | 100          | 67 739      | 100         |
| Abstention               | Abstention               | Abstention               | Abstention               | 28 539       | 29,69        | 28 394      | 29,54       |
| Inscrits / participation | Inscrits / participation | Inscrits / participation | Inscrits / participation | 96 119       | 70,31        | 96 133      | 70,46       |

##### Cinquième circonscription
Député sortant : Damien Abad (Divers droite)
| Candidat                 | Candidat                 | Parti et coalition       | Nuance                   | Premier tour | Premier tour | Second tour | Second tour |
| Candidat                 | Candidat                 | Parti et coalition       | Nuance                   | Voix         | %            | Voix        | %           |
| ------------------------ | ------------------------ | ------------------------ | ------------------------ | ------------ | ------------ | ----------- | ----------- |
|                          | Marc Chavent             | RAD (RN)                 | UXD                      | 20 161       | 39,12        | 27 040      | 57,53       |
|                          | Florence Pisani          | LFI (NFP)                | UG                       | 12 542       | 24,34        | 19 964      | 42,47       |
|                          | Damien Abad              | SE                       | DVD                      | 9 651        | 18,73        |             |             |
|                          | Nathalie Descours        | RE - TdP (ENS)           | ENS                      | 6 036        | 11,71        |             |             |
|                          | Fabrice Bourdin          | LR (UDC)                 | LR                       | 1 623        | 3,15         |             |             |
|                          | Sylvie Crozet            | LO                       | EXG                      | 606          | 1,18         |             |             |
|                          | Thomas Chatelard         | Équinoxe                 | ECO                      | 484          | 0,94         |             |             |
|                          | Maria Cristina Patru     | REC                      | REC                      | 429          | 0,83         |             |             |
|                          |                          |                          |                          |              |              |             |             |
| Votes valides            | Votes valides            | Votes valides            | Votes valides            | 51 532       | 97,28        | 47 004      | 88,88       |
| Votes blancs             | Votes blancs             | Votes blancs             | Votes blancs             | 978          | 1,85         | 4 683       | 8,85        |
| Votes nuls               | Votes nuls               | Votes nuls               | Votes nuls               | 463          | 0,87         | 1 200       | 2,27        |
| Total                    | Total                    | Total                    | Total                    | 52 973       | 100          | 52 887      | 100         |
| Abstention               | Abstention               | Abstention               | Abstention               | 24 927       | 32,00        | 25 032      | 32,13       |
| Inscrits / participation | Inscrits / participation | Inscrits / participation | Inscrits / participation | 77 900       | 68,00        | 77 919      | 67,87       |